# Цимбалов яр
Цимба́лов яр (укр. Цимбалів яр) — историческая местность на территории Голосеевского района города Киева.
Цимбалов яр располагается между улицами Голосеевской, Листопадной, переулком Тихвинским, улицами Малокитаевской и Циолковского. Название местности и улицы произошло от фамилии домовладельца Цимбаленко и закрепилось во второй половине XIX века.
Название происходит от хозяев 3-х усадеб в Цимбалово яра — Цымбаленко.